# Banderas federales
Las banderas federales hace referencia a varias enseñas usadas por los partidarios del federalismo en la actual Argentina y, durante un corto periodo, en Uruguay. 

## Historia

### Unión de los Pueblos Libres

Primera bandera de Uruguay, utilizada entre 1825 y 1828.

En 1812 José Gervarsio Artigas, líder de la Unión de los Pueblos Libres (Liga Federal), diseño una bandera que se convertiría en el principal símbolo del federalismo rioplatense, la bandera azul y blanca diseñada por Manuel Belgrano, pero con una tira rojo punzó cruzada en medio. 
Después del exilio de Artigas en Paraguay, Francisco Ramírez, el gobernador de Entre Ríos creó la república de Entre Ríos e invadió a la provincia de Corrientes. La república entrerriana utilizó la bandera diseñada por Artigas hasta la muerte de Ramírez en 1821 y la disolución de la república. 

Segunda bandera de Uruguay, utilizada entre 1828 y 1830.

Tras ser ocupada la Provincia Oriental por los luso-brasileños y luego por los brasileños dando origen a la Guerra del Brasil, en 1825 se declaran independientes del Brasil, y unidas a las Provincias Unidas, adoptando la Bandera de los Treinta y Tres Orientales como bandera de la provincia. Luego de la guerra se secesiona la Provincia Oriental en 1828, adoptando una bandera basada en la bandera de Estados Unidos y la bandera que venía utilizándose como bandera de las Provincias Unidas, finalmente declarándose Estado Oriental en 1830, adoptando una versión del Sol de Mayo con la mitad de sus rayos.

Primera versión de la bandera de Artigas en 1814, usada por la Liga Federal.
Bandera de la Liga Federal (1814-1820)
Bandera usada por el federal Andresito Artigas.
Bandera de Santa Fe (1815-1821)
Bandera de Córdoba (1815)
Bandera de Corrientes (1815)
Bandera de Córdoba (1815-1825)
Bandera de Entre Ríos (1820-1821)
Bandera de Corrientes (1820-1822)
Bandera de Corrientes (1822)
Bandera de Corrientes (1823)
Bandera de Santa Fe (1823)
Bandera de Otorgués, izada en Montevideo en 1823.
Bandera de los Treinta y Tres Orientales (1825)
Bandera de Santa Fe (1825)

### Confederación Argentina

#### 1831-1852
Con la ascensión al poder de Juan Manuel de Rosas como gobernador de Buenos Aires (y por ende líder de toda la Argentina) el 8 de diciembre de 1829, la bandera nacional pasaría a ser azul turquí, pero manteniendo el color amarillo del sol. Esto fue hecho para diferenciarlo del color celeste usado por los unitarios. Esta bandera llegó a ser usada por Rosas en su campaña a los territorios habitados por indígenas patagónicos. La bandera sería cambiada nuevamente el 13 de abril de 1836 serían añadidos 4 gorros frigios en cada esquina y se modificaria el color del Sol de Mayo a un rojo intenso.

«Bandera Federal de la Provincia de Buenos Aires», usada entre 1841 y 1845.

Rosas también ordenó a hacer una bandera confederal pero sin la franja blanca, utilizada en los buques de guerra durante la campaña de 1841-1845 y en el Fuerte de Buenos Aires entre 1841 y el 3 de febrero de 1852.

Las unidades militares de la Confederación usaron versiones modificadas de la bandera nacional como bandera militar, generalmente incluyendo el escudo nacional en lugar del Sol de Mayo, en las partes superiores e inferiores el eslogan federal "¡Viva la santa Confederación Argentina, abajo los salvajes unitarios!" y el nombre del regimiento al que pertenecía la enseña en la franja blanca del centro.

Bandera de la Confederación Argentina (1831-1836)
Bandera de la Confederación Argentina (1836-1845)
Bandera militar usada por las unidades federales, con el nombre del regimiento en el centro.
Bandera rosista, con el eslogan federal.

Bandera de Entre Ríos usada desde el 28 de diciembre de 1833 a 1853

Durante este mismo período se siguieron usando en algunas provincias de la Confederación Argentina banderas provinciales. En Entre Ríos se usó además de la Bandera de Artigas, otra muy distinta adoptada por Pascual Echagüe, con el escudo provincial en su centro. Esta bandera fue usada hasta 1853, cuando fue derrogada.

#### 1852-1861
Tras la derrota de Rosas en la batalla de Caseros, el entrerriano Justo José Urquiza se convertiría en Director provisional y primer presidente de la Confederación Argentina, tras esto la bandera sería nuevamente modificada, removiendo las picas de los gorros frigios y cambiando su orientación.

Con la batalla de Pavón y la posterior disolución de la Confederación en 1861 se readoptaría la bandera celeste y blanca creada por Manuel Belgrano como bandera nacional de la República Argentina.

Bandera de la Confederación Argentina (1852-1861)